# David Filo
David Robert Filo (Wisconsin, Estados Unidos; 19 de abril de 1966) es un empresario estadounidense, cofundador de la empresa Yahoo! junto a Jerry Yang.

## Biografía
David Filo nació en 1966 en Wisconsin. A los seis años se trasladó a Moss Bluff, una urbanización a las afueras de Lake Charles, Luisiana. Se graduó en la Sam Houston High School y después cursó ingeniería computacional en la Tulane University e hizo un máster en ingeniería eléctrica en la Stanford University.
Según el ranking de la revista Forbes de 2006, Filo tiene una fortuna estimada de 2,9 mil millones de dólares, situándose como la 240.ª persona más rica del mundo. 
Como filántropo donó 30 millones de dólares a la Tulane University en 2005 para su antigua facultad de ingeniería.